# Pettyesúszójú dánió
A pettyesúszójú dánió (Danio nigrofasciatus vagy Brachydanio nigrofasciatus) a pontyfélék rendjébe és a Cyprinidae családba tartozik.

## Előfordulása
Észak-Mianmar (regebben Burma) trópusi folyóiban őshonos, de az akvaristák világszerte sikeresen tartják és szaporítják.

## Megjelenése
Legfeljebb 3-4 centiméteres testhosszával egyike a legkisebb dánióknak. Áramvonalas teste a hasi tájékon fehér, a hát felé egyre sötétedő olajbarna. Oldalán a kopoltyútól a farokúszóig fehér sáv húzódik, melyet a farokúszón is folytatódó két acélkék csík szegélyez. Az alsó kék csík alatt egy szintén acélkék pöttysor látható; a faj a magyar nevét is innen kapta. A foltok a nőstényeknél csak részben, míg a hímeknél teljesen kiterjednek a farok alatti úszóra is. Mellúszói kivételével úszói sárgák; a has és farok alatti úszók a hátúszóval egyetemben fehérrel szegettek. Az ikrával telt nőstény hastájéka sárgás árnyalatú, míg a jóval kecsesebb hímé világos-narancsszínű.

## Életmódja
Falánk, mindenevő, békés rajhal.

## Szaporodása
Szabadon ikrázó. Ívatás előtt 10–14 nappal a nemeket célszerű különválasztani. A legbiztosabb eredményt akkor érhetjük el, ha egy kb. 15 literes medencébe egy ikrával teli nőstény mellé két hímet teszünk. Fontos észben tartani, hogy a pettyesúszójú dánió - hasonlóan a többi dániófajhoz - ikrafaló, ezért ezt megelőzendő mindenképpen védekezzünk (ikraráccsal, üveggolyókkal) a szülők falánksága ellen. Kevesebb ikrát rak (20–50) és kevésbé szapora, mint a többi dánió faj. Tartása és szaporítása sokban megegyezik a zebradánióéval.

## Akváriumi tartása
Kedveli a semleges kémhatású (pH 6,5 - 7,0), melegebb (24–28 °C) vizet. A víz keménységére nem érzékeny (4–15 nk°), szereti a növényekkel dúsan beültetett akváriumot, de megfelelő szabad úszóteret is biztosítanunk kell számára. A többi dániófajhoz hasonlóan békés rajhal, így minimum 6 példányt tartsunk belőle.

## Fordítás
- Ez a szócikk részben vagy egészben  a   Spotted danio című angol Wikipédia-szócikk fordításán alapul.  Az eredeti cikk szerkesztőit annak laptörténete sorolja fel. Ez a jelzés csupán a megfogalmazás eredetét és a szerzői jogokat jelzi, nem szolgál a cikkben szereplő információk forrásmegjelöléseként.

## Külső hivatkozások

### Képek
- Képek az interneten a fajról

### Videók
- Akváriumi pettyesúszójú dániók - youtube.com